# Charles J. Adams
Charles Jairus Adams (* 17. Februar 1917 in Randolph, Vermont; † 16. Mai 2008 in Williston, Vermont) war ein US-amerikanischer Jurist und Politiker, der im Jahr 1962 zum Vermont Attorney General ernannt wurde, um die Zeit bis zur nächsten regulären Wahl zu überbrücken.

## Leben
Charles Jairus Adams wurde in Randolph, Vermont als Sohn von Charles B. Adams und Jeanette Metzger geboren. Er schloss die Waterbury High School im Jahr 1935 ab und machte seinen Bachelor in Elektrotechnik im Jahr 1939 an der Norwich University. Während des Zweiten Weltkriegs diente er in der US Army. Nach dem Krieg besuchte er die Boston University Law School. Diese beendete er im Jahr 1951.
Adams begann seine Tätigkeit als Anwalt im Jahr 1951 in Montpelier. Partner in der Kanzlei Meaker & Adams in Waterbury, Vermont, wurde er im Jahr 1956. Diese Kanzlei ging im Jahr 1980 mit anderen in der Anwaltskanzlei Adams Darby & Laundon auf. Dort arbeitete er weiter bis zum Jahr 1987. Beratend war er weiterhin in dieser Anwaltskanzlei bis zu seiner Pensionierung im Jahr 1999 tätig.
Zum Vermont Attorney General wurde er durch den Gouverneur F. Ray Keyser im Jahr 1962 für ein Jahr ernannt, um die Zeit bis zur nächsten regulären Wahl zu überbrücken.
Er hatte in Waterbury verschiedene Wahl- und Ehrenämter inne. Er war im Beirat der Bibliothek, Vorsitzender des Schul-Ausschusses und Moderator der Stadtversammlung. Er war Mitglied und Präsident des Waterbury Rotary Clubs, Geschäftsführer der Waterbury Historical Society und Leiter der Waterbury Congregational Church, zudem Präsident der Alumni Association der Norwich University und Kurator für den University Cemetery.
Er war mit Mary Ella Tobey verheiratet. Das Paar hatte zwei Töchter.